# هيئة الفتوى
هيئة الفتوى (باللغة الألبانية: Myftini، بالأوكرانية: Муфтіят، بالإنجليزية: Muftiate، بالبشكيرية: мөфтиәт، بالبلغارية: мюфтийство، بالبوسنوية: Muftijstvo أو Muftiluk، بالتتارية: мөфтият، بالروسية: Муфтият، بالرومانية: muftiat، بالقازاقية: мүфтият): هي كيان إقليمي إداري، بشكل رئيسي في دول ما بعد الاتحاد السوفيتي وجنوب شرق أوروبا، تحت إشراف مفتي. في دول ما بعد يوغوسلافيا، تسمى الإدارات الروحية المشابهة لدار لإفتاء بـرياست.